# Catenae di Dione
Segue una lista delle catenae presenti sulla superficie di Dione. La nomenclatura di Dione è regolata dall'Unione Astronomica Internazionale; la lista contiene solo formazioni esogeologiche ufficialmente riconosciute da tale istituzione.
Le catenae di Dione portano i nomi di personaggi e luoghi tratti dall'Eneide di Virgilio.

## Prospetto
| Catena            | Eponimo                                              | Latitudine | Longitudine | Diametro |
| ----------------- | ---------------------------------------------------- | ---------- | ----------- | -------- |
| Aufidus Catena    | Aufidus - Antico nome del fiume Ofanto in Puglia.    | 78° S      | 296,4° W    | 275 km   |
| Pactolus Catena   | Pactolus - Antico nome del fiume Pattolo in Lidia.   | 8,79° N    | 327,15° W   | 180 km   |
| Pantagias Catenae | Pantagias - Antico nome del fiume Gisira in Sicilia. | 15,3° S    | 141,7° W    | 200 km   |